# Zilly
Zilly ist eine Ortschaft der Stadt Osterwieck im Landkreis Harz in Sachsen-Anhalt.

## Geografie
Der Ort liegt 8 Kilometer ostsüdostwärts von Osterwieck und 17 Kilometer westnordwestlich der Kreisstadt Halberstadt im nördlichen Vorharzgebiet zwischen Fallstein und Huy. Der zugehörige Ortsteil Sonnenburg mit seinen rund 70 Einwohnern liegt fast unmittelbar an der B 79 (Halberstadt–Wolfenbüttel). Durch die Lage an der B 244 ist Zilly in Richtung Süden direkt an Wernigerode angebunden. Die L 87 führt in Richtung Osterwieck.

## Geschichte
Zilly war eine selbstständige Gemeinde in Sachsen-Anhalt, die sich am 11. September 2003 mit den Gemeinden Deersheim, Hessen, Osterode am Fallstein, Rohrsheim, Veltheim sowie der Stadt Dardesheim zur Gemeinde Aue-Fallstein im jetzigen Landkreis Harz zusammengeschlossen hat. Am 1. Januar 2010 fusionierte Aue-Fallstein mit den anderen Gemeinden der Verwaltungsgemeinschaft Osterwieck-Fallstein zur neuen Stadt Osterwieck.

## Religion

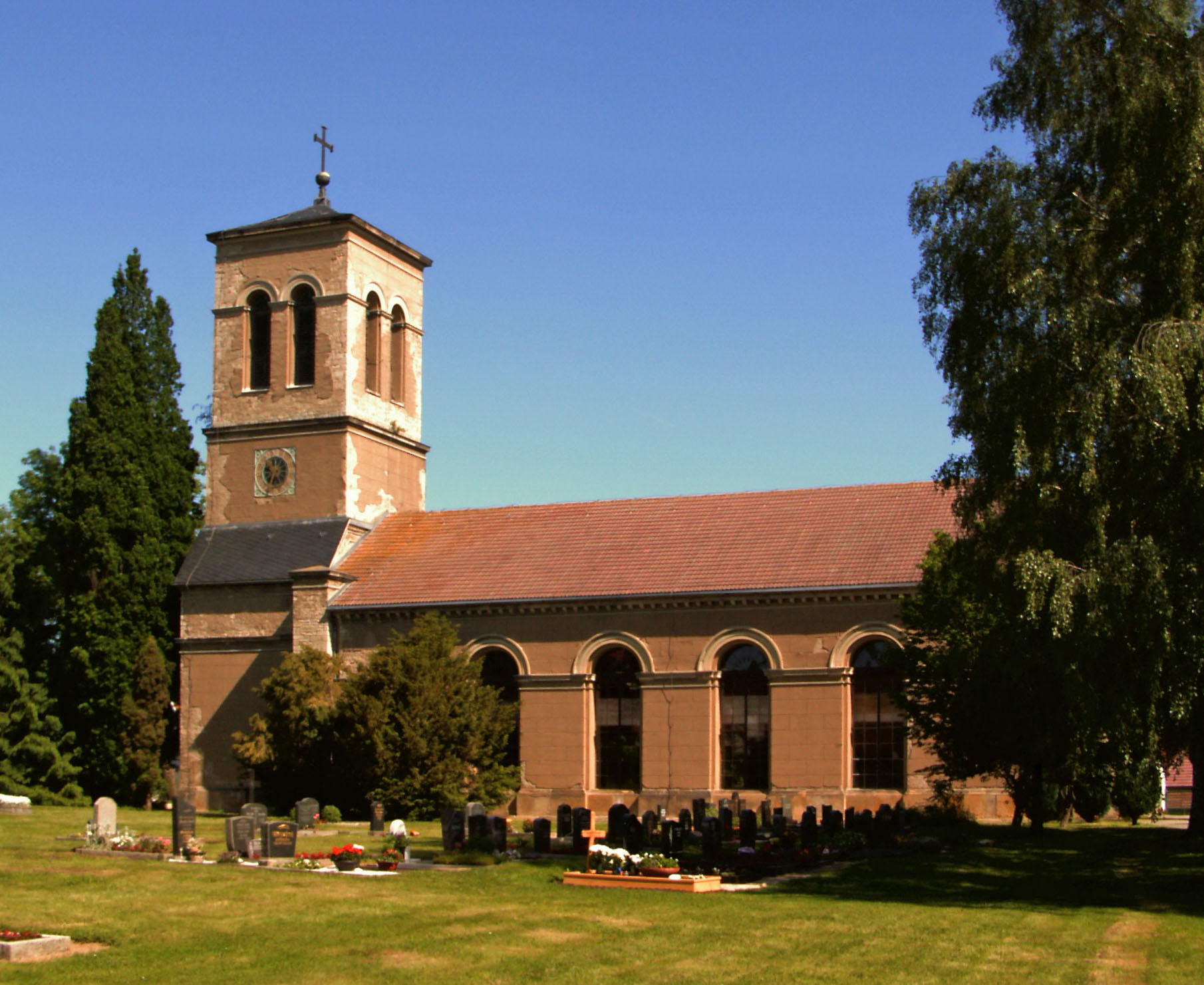
Stephanuskirche

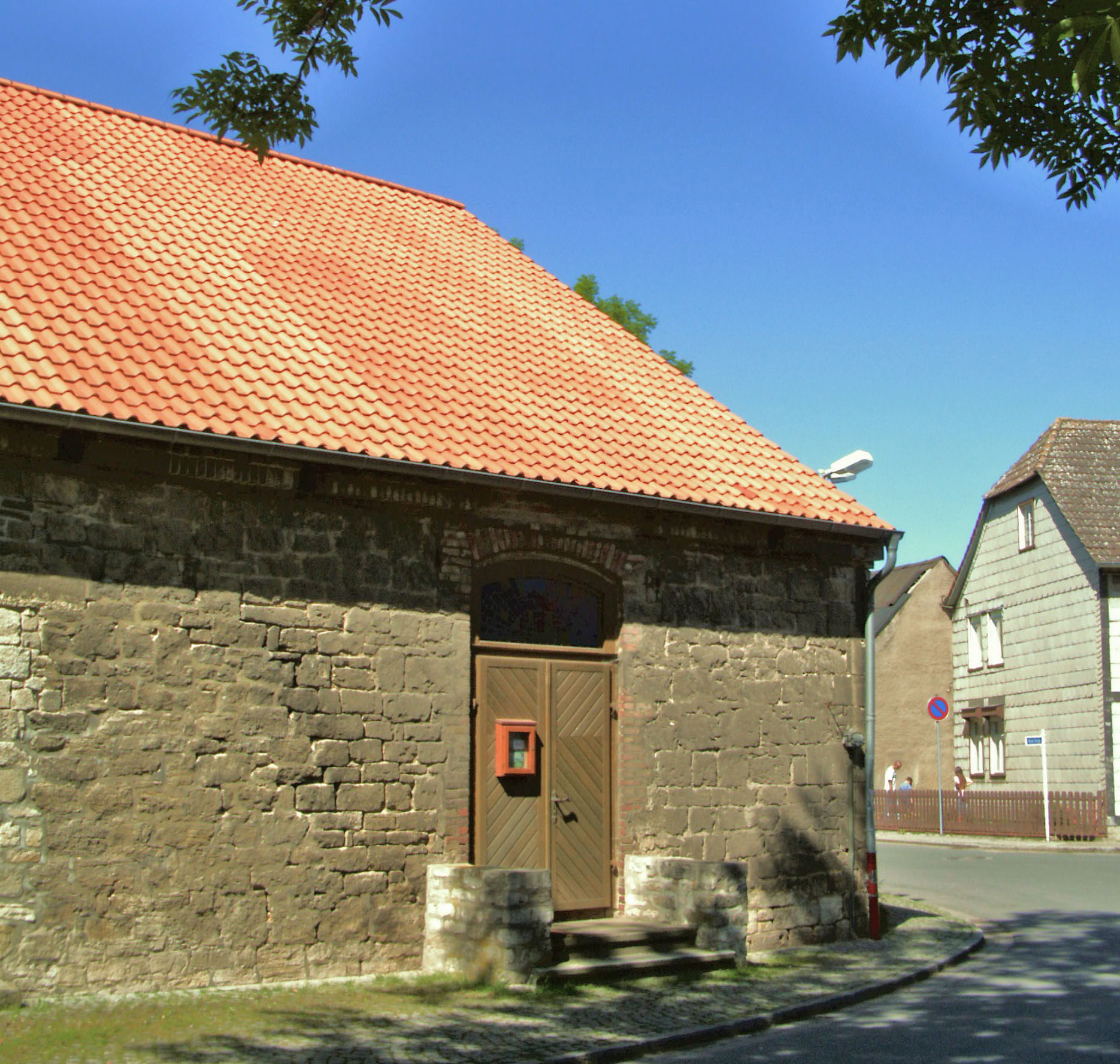
Katholische Kapelle (2010)

Im damals zum Archidiakonat Dardesheim im Bistum Halberstadt gehörenden Zilly wurde die Bevölkerung durch die Reformation evangelisch-lutherisch.
Die Stephanuskirche, die nach dem Märtyrer Stephanus benannt ist, gehört zur evangelisch-lutherischen Kirchengemeinde Zilly im Pfarrbereich Hessen des Kirchenkreises Halberstadt der Evangelischen Kirche in Mitteldeutschland.
Von Mitte des 19. Jahrhunderts an kamen katholische Saisonarbeiter nach Zilly, woraufhin der Pächter der Staatsdomäne Zilly, die aus der Wasserburg Zilly entstanden war, um 1900 den Katholiken einen Raum, der zuvor als Schafstall genutzt wurde, als Kapelle für ihre Gottesdienste zur Verfügung stellte. Die Gottesdienste hielt anfangs der Pfarrer aus Badersleben, von 1920 bis 1945 kamen dafür Patres aus dem Franziskanerkloster Halberstadt. Durch die Flucht und Vertreibung Deutscher aus Mittel- und Osteuropa 1945–1950 bildete sich ab Mitte 1945 eine katholische Kirchengemeinde in Zilly, sie gehörte zu der am 1. November 1947 gegründeten Kuratie Heudeber. Da die meisten Katholiken der Kuratie Heudeber in Zilly wohnten, erfolgte am 14. Januar 1965 die Verlegung der Kuratie von Heudeber nach Zilly. Zuvor wurde 1964/65 die Kapelle erneuert. Gerhard Niemann († 1977) war der einzige Kuratus der Kuratie Zilly. Nachdem er 1971 versetzt worden war, erfolgte die priesterliche Betreuung von Zilly durch den Kuratus aus Hessen. Nachdem die Zahl der Katholiken der Kuratie Zilly stark abgesunken war und die Kapelle nur noch für Werktagsgottesdienste genutzt wurde, erfolgte am 12. Mai 2012 die Profanierung der Kapelle. Noch im gleichen Monat wurde der an der Ecke Teichdamm/Neue Sorge befindliche Kapellenraum der Kommune Zilly überlassen. Heute gehören die Katholiken in Zilly zur Pfarrei St. Bonifatius mit Sitz in Wernigerode, in Zilly fanden bis zum 25. Mai 2023 noch einmal monatlich Gottesdienste im Pfarrhaus an der Hauptstraße statt.

## Sehenswürdigkeiten

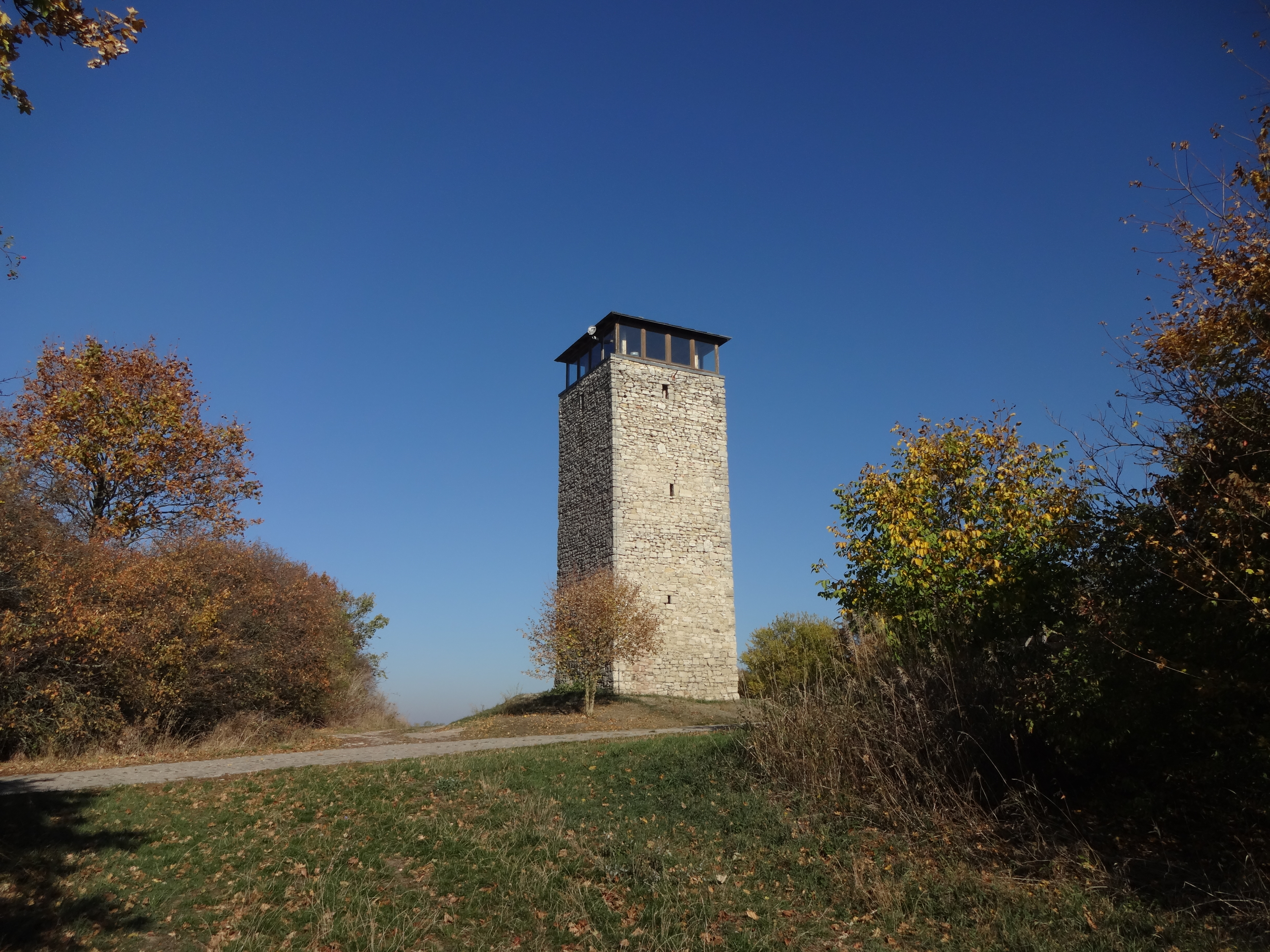
Heiketalwarte

Ortsbildprägend ist die Wasserburg, deren Ursprünge in das frühe 14. Jahrhundert reichen. Die Gebäudesubstanz, durch Abriss zur Zeit der DDR dezimiert, wird seit 1990 wieder von den Ortsteilen unterhalten und saniert. Neben der Burg entstanden im 19. Jahrhundert ortsbildprägende Großbauernhöfe, die aufgrund der fehlenden Nutzungsmöglichkeiten teilweise stark sanierungsbedürftig sind.
Die heutige evangelische Stephanuskirche wurde 1838–1849 im klassizistischen Stil gebaut. Schinkel soll zumindest der Entwurf vorgelegen haben, ähnlich wie in Heudeber und Sargstedt.
- Spätmittelalterliche Burganlage der Wasserburg Zilly, die durch Matthias von Oppen ab 1595 zu einem landwirtschaftlichen Mustergut umgewandelt wurde.
- Technikmuseum Harzer Bikeschmiede[5]
- Heiketalwarte, ein 1280 errichteter früherer Wartturm steht 3,5 Kilometer nordöstlich von Zilly am Westrand des Huy. 2003 wurde der heute 16,46 m hohe Turm durch private Initiative restauriert sowie mit einem neuen Dach und einer verglasten Aussichtsplattform versehen[6]

## Verkehr
Zilly lag an der Bahnstrecke Heudeber–Mattierzoll.
Der öffentliche Personennahverkehr wird unter anderem durch den PlusBus des Bahn-Bus-Landesnetz Sachsen-Anhalt erbracht. Folgende Verbindung, betrieben von der Harzer Verkehrsbetriebe, führt durch Zilly:
- Linie 210: Halberstadt ↔ Athenstedt ↔ Dardesheim ↔ Zilly ↔ Osterwieck ↔ Vienenburg

Zilly liegt an der Bundesstraße 244 und der Landesstraße 87.